# Emmericiidae
Emmericiidae is een familie van weekdieren uit de klasse van de Gastropoda (slakken).

## Geslacht
- Emmericia Brusina, 1870